# Rudolf Lehmann (Richter)

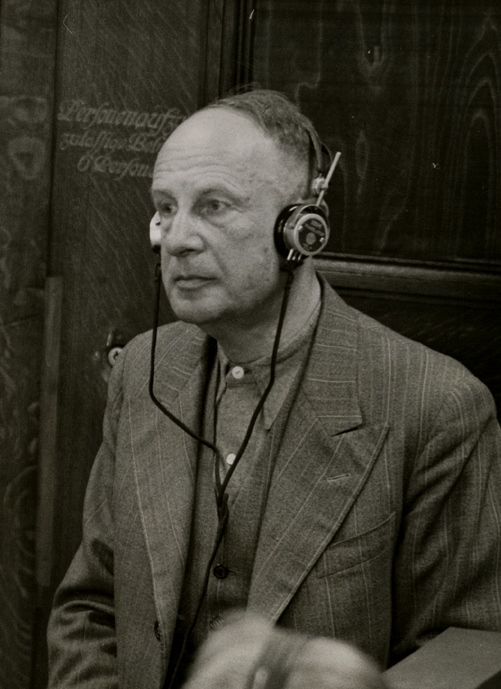
Rudolf Lehmann 1947 als Zeuge beim Nürnberger Juristenprozess

Rudolf Lehmann (* 11. Dezember 1890 in Posen; † 26. Juli 1955 in Bonn) war ein deutscher Jurist. Als Leiter der Rechtsabteilung beim OKW und Generaloberstabsrichter war er der höchste Militärrichter in der Zeit des Nationalsozialismus und an der Ausarbeitung verbrecherischer Befehle des OKW beteiligt. Beim Nürnberger Generalsprozess wurde er 1948 wegen Kriegsverbrechen und Verbrechen gegen die Menschlichkeit verurteilt.

## Leben
Lehmann, Sohn eines Professors der Rechtswissenschaften, wuchs in Breslau und Hanau auf und studierte zwischen 1909 und 1912 Rechtswissenschaften in München, Freiburg im Breisgau, Leipzig und Marburg. Während seines Studiums wurde er Mitglied beim Verein Deutscher Studenten Marburg. Er begann die Referendarzeit in Hessen und meldete sich bei Ausbruch des Ersten Weltkrieges als Kriegsfreiwilliger. Er wurde als Frontoffizier mit dem Eisernen Kreuz ausgezeichnet.
Nach dem Zweiten Staatsexamen und der Promotion arbeitete er zunächst in der hessischen Justiz sowie zeitweilig im Reichspostministerium und ab 1922 als Landgerichtsrat in Berlin. 1925 wechselte er ins Reichsjustizministerium, wo er bis zur Machtübernahme der Nationalsozialisten zum Ministerialrat aufstieg.
Er war seit 1933 in der Kleinen und Großen Strafprozesskommission an der Ausarbeitung der neuen Strafverfahrensordnung beteiligt. 1937 wurde er als Senatspräsident ans Reichskriegsgericht versetzt. Von 1938 bis 1945 leitete er als Ministerialdirektor die Wehrmachtrechtsabteilung des OKW und war in dieser Funktion an der Ausarbeitung verbrecherischer Befehle beteiligt.
1938 war er am Ehrengerichtsverfahren gegen den Oberbefehlshaber des Heeres, Generaloberst Werner von Fritsch, als Beisitzer beteiligt. Die Kriegssonderstrafrechtsverordnung (KSSVO) und die Kriegsstrafverfahrensordnung (KStVO) von 1938 wurden unter seiner verantwortlichen Leitung erarbeitet. Vor dem deutschen Angriff auf die Sowjetunion wirkte er an der Ausarbeitung der „Richtlinien auf Sondergebieten zur Weisung Nr. 21“ und des „Kriegsgerichtsbarkeitserlasses“ mit. Er befürwortete die Ausschaltung der Wehrmachtsgerichtsbarkeit über sowjetische Landeseinwohner und „trug so entscheidend zur Brutalisierung und verschärften Ideologisierung der Kriegführung der Wehrmacht bei“.
Zusammen mit den SS-Juristen Wilhelm Stuckart, Gerhard Klopfer, Werner Best und Reinhard Höhn gab er die Zeitschrift Reich – Volksordnung – Lebensraum. Zeitschrift für völkische Verfassung und Verwaltung heraus. Dieses verwaltungswissenschaftliche und geopolitische SS-Organ  erschien zwischen 1941 und 1943 in sechs Bänden richtete sich an einen elitären, juristisch vorgebildeten Leserkreis insbesondere innerhalb der SS.
Am 23. und 24. April 1941 nahm er an der Tagung der höchsten Richter teil, in der sie durch den Reichsjustizminister Franz Schlegelberger über die „Vernichtung lebensunwerten Lebens“ in der „Aktion T4“ unterrichtet wurden. Im selben Jahr war Lehmann an der Ausarbeitung des Nacht-und-Nebel-Erlasses beteiligt, der im Dezember 1941 in Kraft trat und das beabsichtigte spurlose Verschwindenlassen von Widerstandskämpfern und des Widerstands verdächtigter Zivilisten aus den besetzten Gebieten zum Inhalt hatte. 1944 wurde Lehmann wegen seiner „Verdienste“ zum Generaloberstabsrichter ernannt.

## Prozess und Nachkriegszeit
Lehmann wurde am 24. Oktober 1947 im Kriegsgefangenenlager Hersbruck bei Nürnberg verhaftet und im sogenannten Generalsprozess 1948 angeklagt. Die Urteilspunkte: Begehen von Kriegsverbrechen und Begehen von Verbrechen gegen die Menschlichkeit. Seine Verteidigungsstrategie setzte auf Apologetik und Legendenbildung. So wollte er sich bemüht haben, die Auswirkungen der verbrecherischen Befehle zu mildern. Am 27. Oktober 1948 erfolgte das Urteil: 7 Jahre Haft, von denen allerdings drei Jahre durch die Untersuchungshaft als verbüßt galten. Lehmann wurde vor allem wegen seines verantwortlichen Mitwirkens „als Generaloberstabsrichter [und] ranghöchster Militärjurist des ‚Dritten Reiches’“ an den mit dem Völkerrecht nicht zu vereinbarenden deutschen kriegsrechtlichen Bestimmungen der Wehrmacht für den Russlandfeldzug verurteilt. Er wirkte geringfügig an der Formulierung des Kriegsgerichtsbarkeitserlasses mit, der Übergriffe deutscher Soldaten gegen die Zivilbevölkerung in der Sowjetunion straffrei stellte und des Kommissarbefehls der die Tötung sowjetischer Kommissare befahl. Er war wichtiger Mitarbeiter bei der Ausarbeitung des Nacht-und-Nebel-Erlass und an der Formulierung des Terror- und Sabotageerlass beteiligt. Die Verteidigung berief sich wie auch in anderen Fällen auf entsprechende Anordnungen Adolf Hitlers.
Am 16. August 1950 wurde Lehmann wegen guter Führung vorzeitig aus der Haft im Kriegsverbrechergefängnis Landsberg am Lech entlassen. Anschließend lebte er in Bad Godesberg, wo er als Geschäftsführer der Wirtschaftsvereinigung Bergbau tätig war. An seinem Grab sprach sein ehemaliger Untergebener und Oberstrichter Werner Hülle, der in der Bundesrepublik zum Richter am Bundesgerichtshof aufgerückt war.

## Schriften (Auswahl)
- Leopold Schaefer; Rudolf Lehmann; Fritz Dörffler: Die Novellen zum Strafrecht und Strafverfahren von 1935 : mit Ausführungsvorschriften. In: Pfundtner, Neubert und andere: Das neue deutsche Reichsrecht, Berlin: Spaeth, 1936
- Fragen aus dem Aufbau der Wehrnmachtsgerichte, in: Wolfgang Mettgenberg (Hrsg.): Erwin Bumke zum 65. Geburtstage. Berlin: Decker, 1939, S. 155–162
- mit Gerhard Müller: Kommentar zum Mitbestimmungsgesetz Bergbau und Eisen : Gesetz über die Mitbestimmung der Arbeitnehmer in den Aufsichtsräten und Vorständen der Unternehmen des Bergbaus und der Eisen und Stahl erzeugenden Industrie. Heidelberg: Verlagsges. 'Recht u. Wirtschaft', 1952